# Natura Artis Magistra
Natura Artis Magistra (Artis) lub Artis Royal Zoo – ogród zoologiczny założony w 1838 w Amsterdamie; najstarsza tego typu placówka w Holandii oraz jedna z najstarszych na świecie. Powierzchnia ogrodu wynosi 14 ha. Ogród należy do Europejskiego Stowarzyszenia Ogrodów Zoologicznych i Akwariów (EAZA).

## Historia
Do historycznych budynków na terenie zoo należy m.in. muzeum wybudowane w 1855, budynek biblioteki z 1867 oraz akwarium wzniesione w 1882. 12 sierpnia 1883 w Artis Royal Zoo padł ostatni osobnik kwaggi. W latach 1973–1990 dyrektorem ogrodu był Bart Lensink, który zmienił formułę amsterdamskiego zoo na taki, gdzie najważniejsze są zwierzęta, zmniejszając ich liczbę o jedną trzecią oraz inicjując wymianę hodowlaną zagrożonych gatunków między ogrodami (późniejsze EEP).

## Galeria

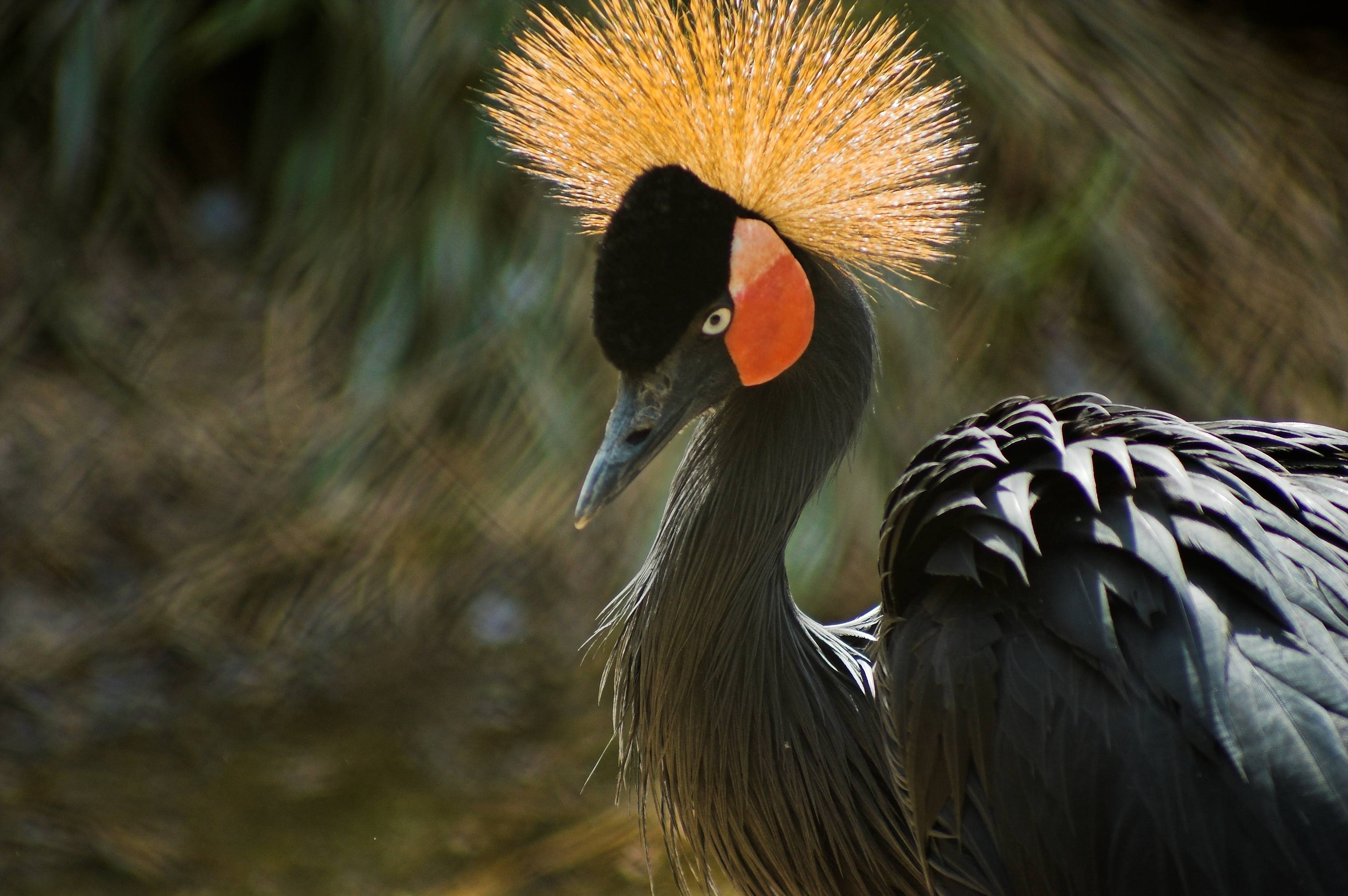
Koronnik czarny
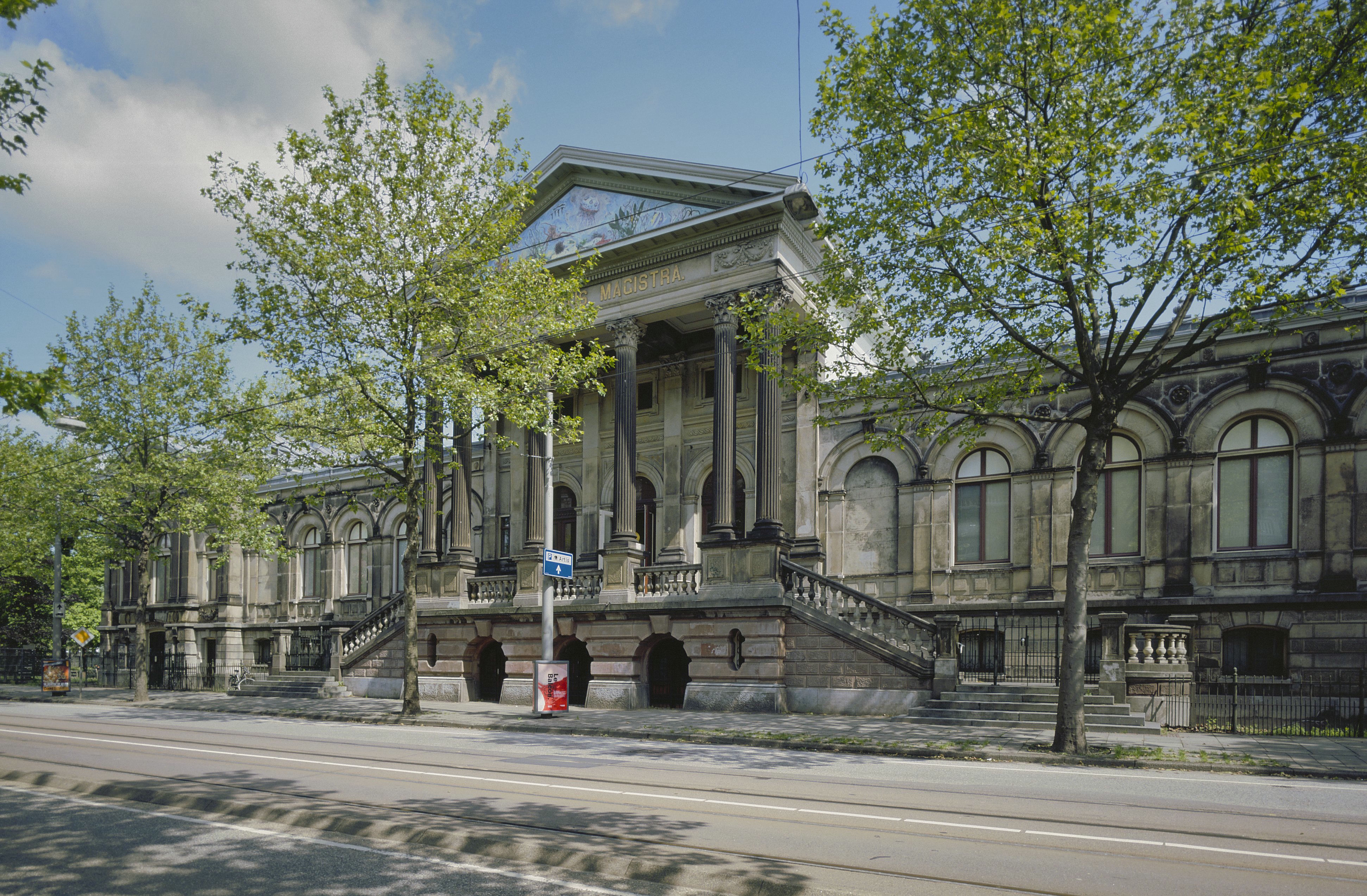
Akwarium wybudowane w 1882
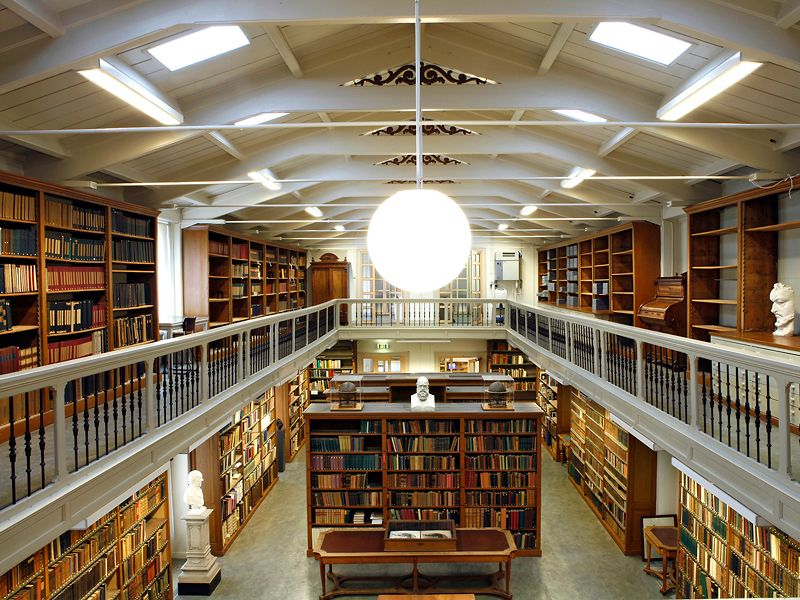
Biblioteka w Artis Royal Zoo
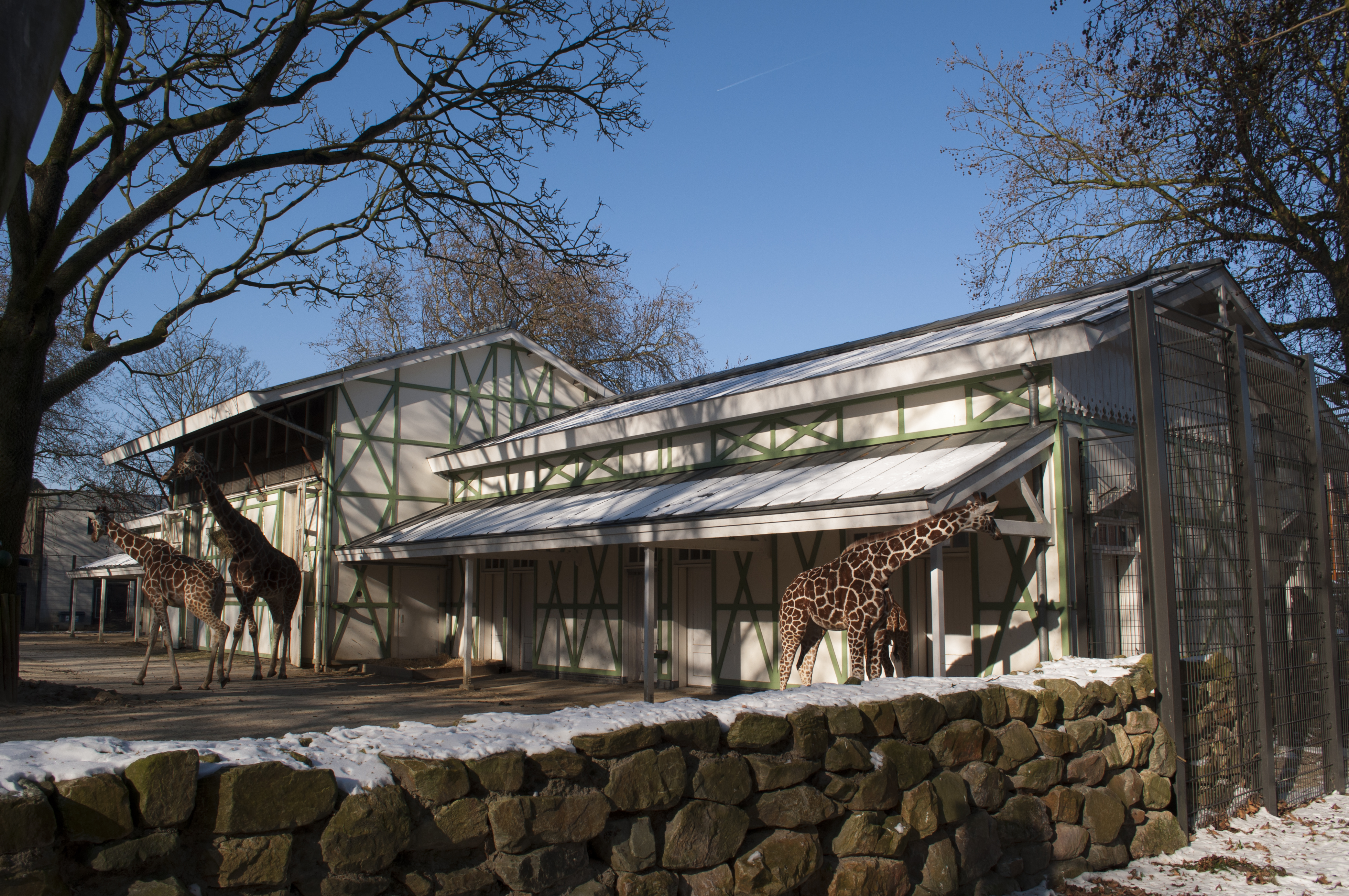
Wybieg żyraf